# 池ノ上駅
池ノ上駅（いけのうええき）は、東京都世田谷区代沢二丁目にある、京王電鉄井の頭線の駅である。井の頭南管区所属。駅番号はIN04。

## 年表
- 1933年（昭和8年）8月1日：帝都電鉄の駅として開設。
- 1940年（昭和15年）5月1日：小田原急行鉄道と合併、同社帝都線の駅となる。
- 1942年（昭和17年）5月1日：小田急電鉄が東京急行電鉄（大東急）に併合。
- 1948年（昭和23年）6月1日：東急から京王帝都電鉄が分離、同社井の頭線の駅となる。
- 1967年（昭和42年）7月：橋上駅舎化[2]。
- 2025年（令和7年）6月22日：ホームドアの使用を開始[3]。

## 駅構造
島式ホーム1面2線を有する地上駅。橋上駅舎を備える。2006年（平成18年）3月の駅舎改良工事でバリアフリー化された。出入口は2か所ある。この改良工事に伴い、ホーム - コンコース、コンコース - 駅北側、コンコース - 駅南側を連絡するエレベーターが3基設置された。かつて北側の出入口はエレベーターのみの設置であったが、駅直結の住宅竣工に伴い、北側出入口にも階段が新設された。
トイレはかつてホーム上にあったが、駅舎改良工事竣工時に2階改札内に新設され、同時にユニバーサルデザインの一環として「だれでもトイレ」も設置された。

### のりば
| 番線 | 路線     | 方向 | 行先                                       |
| ---- | -------- | ---- | ------------------------------------------ |
| 1    | 井の頭線 | 下り | 下北沢・明大前・永福町・久我山・吉祥寺方面 |
| 2    | 井の頭線 | 上り | 渋谷方面                                   |

## 利用状況
2024年度（令和6年度）の1日平均乗降人員は9,179人である。
近年の1日平均乗降・乗車人員の推移は以下の通り。
| 年度               | 1日平均 乗降人員 | 1日平均 乗車人員 | 出典              |
| ------------------ | ---------------- | ---------------- | ----------------- |
| 1933年（昭和08年） |                  | 2,083            | [ 東京府統計 1 ]  |
| 1934年（昭和09年） |                  | 2,131            | [ 東京府統計 2 ]  |
| 1935年（昭和10年） |                  | 2,523            | [ 東京府統計 3 ]  |
| 1955年（昭和30年） | 14,223           |                  |                   |
| 1956年（昭和31年） |                  | 6,934            | [ 東京都統計 1 ]  |
| 1957年（昭和32年） |                  | 7,619            | [ 東京都統計 2 ]  |
| 1958年（昭和33年） |                  | 8,151            | [ 東京都統計 3 ]  |
| 1959年（昭和34年） |                  | 8,831            | [ 東京都統計 4 ]  |
| 1960年（昭和35年） | 19,413           | 9,259            | [ 東京都統計 5 ]  |
| 1961年（昭和36年） | 19,500           | 9,275            | [ 東京都統計 6 ]  |
| 1962年（昭和37年） | 19,799           | 9,288            | [ 東京都統計 7 ]  |
| 1963年（昭和38年） | 20,971           | 9,777            | [ 東京都統計 8 ]  |
| 1964年（昭和39年） | 22,625           | 10,442           | [ 東京都統計 9 ]  |
| 1965年（昭和40年） | 23,057           | 10,862           | [ 東京都統計 10 ] |
| 1966年（昭和41年） | 21,817           | 10,198           | [ 東京都統計 11 ] |
| 1967年（昭和42年） | 19,694           | 9,789            | [ 東京都統計 12 ] |
| 1968年（昭和43年） | 20,055           | 9,073            | [ 東京都統計 13 ] |
| 1960年（昭和35年） | 19,623           | 8,702            | [ 東京都統計 14 ] |
| 1970年（昭和45年） | 18,381           | 8,477            | [ 東京都統計 15 ] |
| 1971年（昭和46年） |                  | 8,344            | [ 東京都統計 16 ] |
| 1972年（昭和47年） | 17,433           | 8,362            | [ 東京都統計 17 ] |
| 1973年（昭和48年） | 17,120           | 8,134            | [ 東京都統計 18 ] |
| 1974年（昭和49年） | 16,398           | 7,866            | [ 東京都統計 19 ] |
| 1975年（昭和50年） | 16,763           | 8,158            | [ 東京都統計 20 ] |
| 1976年（昭和51年） | 15,536           | 7,214            | [ 東京都統計 21 ] |
| 1977年（昭和52年） | 14,768           | 6,770            | [ 東京都統計 22 ] |
| 1978年（昭和53年） | 14,170           | 6,537            | [ 東京都統計 23 ] |
| 1979年（昭和54年） | 13,469           | 6,555            | [ 東京都統計 24 ] |
| 1980年（昭和55年） | 13,783           | 6,630            | [ 東京都統計 25 ] |
| 1981年（昭和56年） | 13,283           | 6,466            | [ 東京都統計 26 ] |
| 1982年（昭和57年） | 13,192           | 6,364            | [ 東京都統計 27 ] |
| 1983年（昭和58年） | 12,774           | 6,148            | [ 東京都統計 28 ] |
| 1984年（昭和59年） | 12,677           | 6,323            | [ 東京都統計 29 ] |
| 1985年（昭和60年） | 12,703           | 6,337            | [ 東京都統計 30 ] |
| 1986年（昭和61年） | 12,926           | 6,416            | [ 東京都統計 31 ] |
| 1987年（昭和62年） | 12,494           | 6,137            | [ 東京都統計 32 ] |
| 1988年（昭和63年） | 12,369           | 6,115            | [ 東京都統計 33 ] |
| 1989年（平成元年） | 13,152           | 6,493            | [ 東京都統計 34 ] |
| 1990年（平成02年） | 12,939           | 6,375            | [ 東京都統計 35 ] |
| 1991年（平成03年） | 13,001           | 6,396            | [ 東京都統計 36 ] |
| 1992年（平成04年） | 12,840           | 6,351            | [ 東京都統計 37 ] |
| 1993年（平成05年） | 12,474           | 6,167            | [ 東京都統計 38 ] |
| 1994年（平成06年） | 12,021           | 5,929            | [ 東京都統計 39 ] |
| 1995年（平成07年） | 11,865           | 5,850            | [ 東京都統計 40 ] |
| 1996年（平成08年） | 11,489           | 5,671            | [ 東京都統計 41 ] |
| 1997年（平成09年） | 11,009           | 5,427            | [ 東京都統計 42 ] |
| 1998年（平成10年） | 10,776           | 5,301            | [ 東京都統計 43 ] |
| 1999年（平成11年） | 10,451           | 5,128            | [ 東京都統計 44 ] |
| 2000年（平成12年） | 10,445           | 5,107            | [ 東京都統計 45 ] |
| 2001年（平成13年） | 10,632           | 5,189            | [ 東京都統計 46 ] |
| 2002年（平成14年） | 10,474           | 5,115            | [ 東京都統計 47 ] |
| 2003年（平成15年） | 10,509           | 5,183            | [ 東京都統計 48 ] |
| 2004年（平成16年） | 10,342           | 5,077            | [ 東京都統計 49 ] |
| 2005年（平成17年） | 9,997            | 4,877            | [ 東京都統計 50 ] |
| 2006年（平成18年） | 10,219           | 5,047            | [ 東京都統計 51 ] |
| 2007年（平成19年） | 10,017           | 5,093            | [ 東京都統計 52 ] |
| 2008年（平成20年） | 9,542            | 4,860            | [ 東京都統計 53 ] |
| 2009年（平成21年） | 9,351            | 4,773            | [ 東京都統計 54 ] |
| 2010年（平成22年） | 9,396            | 4,792            | [ 東京都統計 55 ] |
| 2011年（平成23年） | 9,334            | 4,754            | [ 東京都統計 56 ] |
| 2012年（平成24年） | 9,450            | 4,822            | [ 東京都統計 57 ] |
| 2013年（平成25年） | 9,660            | 4,921            | [ 東京都統計 58 ] |
| 2014年（平成26年） | 9,864            | 5,019            | [ 東京都統計 59 ] |
| 2015年（平成27年） | 10,102           | 5,120            | [ 東京都統計 60 ] |
| 2016年（平成28年） | 10,050           | 5,090            | [ 東京都統計 61 ] |
| 2017年（平成29年） | 9,867            | 4,992            | [ 東京都統計 62 ] |
| 2018年（平成30年） | 9,877            | 4,989            | [ 東京都統計 63 ] |
| 2019年（令和元年） | 9,466            | 4,779            | [ 東京都統計 64 ] |
| 2020年（令和02年） | 6,654            | 3,364            | [ 東京都統計 65 ] |
| 2021年（令和03年） | 7,684            |                  |                   |
| 2022年（令和04年） | 8,362            |                  |                   |
| 2023年（令和05年） | 8,719            |                  |                   |
| 2024年（令和06年） | 9,179            |                  |                   |

## 駅周辺

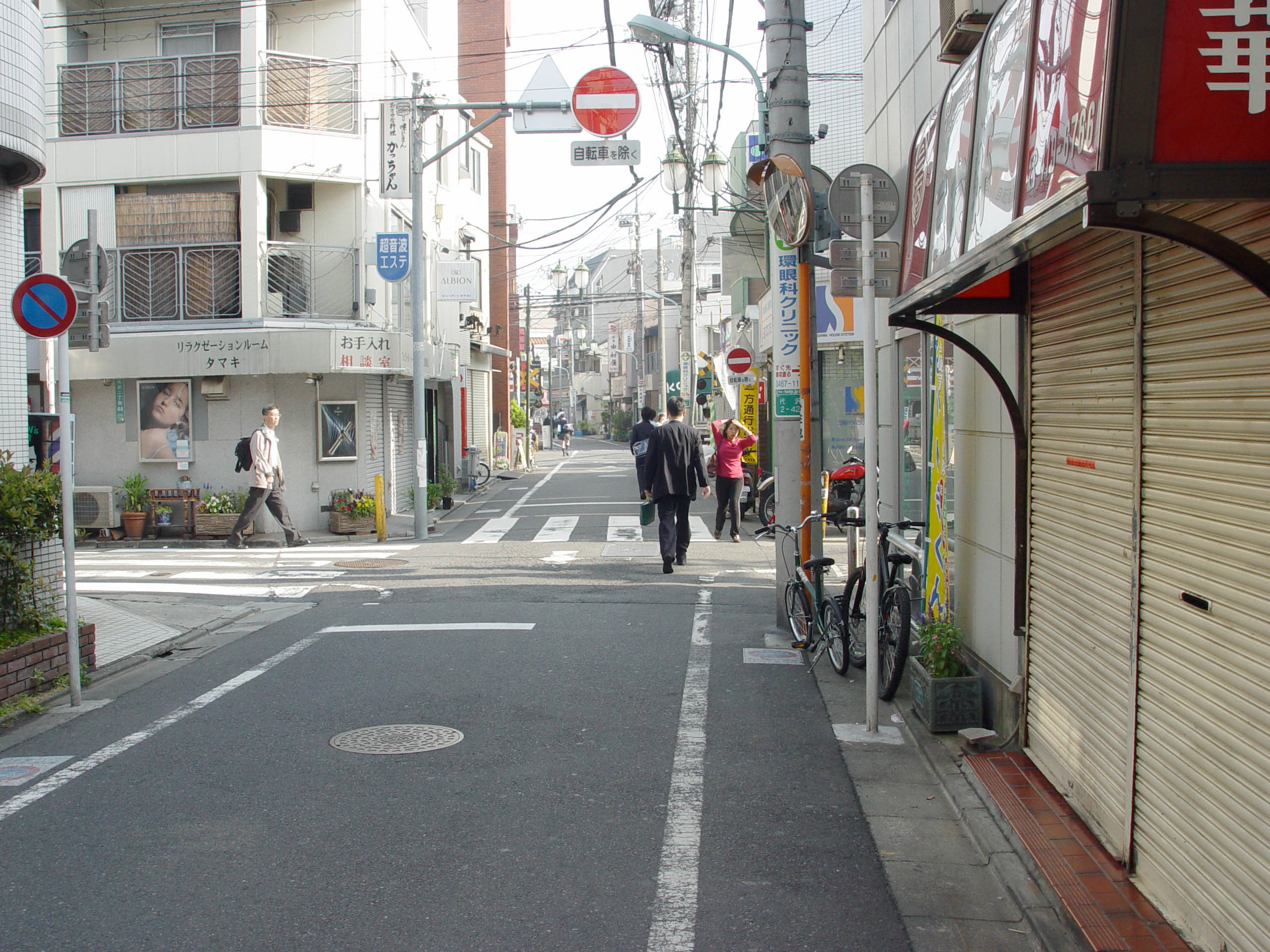
駅前商店街

駅出入口は東京都道420号鮫洲大山線に面している。この道路が駅の西側で線路と平面交差している。但し、幅員が5 - 6m程度であり、広場等の空間も特にない。この道路等に沿って近隣商業地や駐日アンゴラ大使館、池ノ上駅前郵便局がある。またその付近には池之上小学校がある。下北沢駅や小田急小田原線の東北沢駅へは徒歩8分程度で行き来可能。世田谷区の一角として、周辺には閑静な住宅街が広がっている。池ノ上駅は小さな平地にあり、そのため、住宅地に適している。駅や大きな通りの周りには小さな店がいくつかあるが、それらの店舗は減少し、住宅化する傾向にある。
松蔭大学附属松蔭中学校・高等学校の他、南側へ約10分程歩くと東京都立国際高等学校、約15分程歩くと駒場学園高等学校が所在し、通学生も多く見られる。
隣駅の下北沢までの距離は600mである。

## 隣の駅
京王電鉄
 井の頭線
■急行
通過
■各駅停車
駒場東大前駅 (IN03) - 池ノ上駅 (IN04) - 下北沢駅 (IN05)